# Grabštejn (vesnice)
Grabštejn (německy Grafenstein) je malá vesnice, část obce Chotyně v okrese Liberec. Nachází se asi 1,5 kilometru severovýchodně od Chotyně. Prochází zde silnice I/35. Grabštejn je také název katastrálního území o rozloze 3,37 km².

## Historie
První písemná zmínka o hradu Grabštejn pochází z roku 1277, o vsi v podhradí, tehdy německy zvané Grafenthal, pak existuje první zpráva až z roku 1514. Poslední zmínka o Grafenthalu je z roku 1606. Grafenthal je v pramenech uváděn jako městečko s vlastním trhem. Předpokládá se proto, že takto bylo obcházeno mílové právo královského města Žitavy, v jehož dosahu ležel blízký Hrádek nad Nisou. Hrádečtí proto pořádali svoje trhy v blízkém a nejspíše velmi malém Grafenthalu, který ležel již za hranicí žitavských výsostných práv. Když městečko Hrádek získalo v roce 1581 vlastní trhové právo, přivodilo to nejspíše také úpadek pro Grafenthal. Obec zanikla patrně za třicetileté války, kdy byl sousední hrad Grabštejn v letech 1645–1648 obsazen švédskými vojsky. Bývalé městečko Grafenthal již není uváděno ani v tzv. berní rule z roku 1654, je tedy jasné, že již bylo zcela vylidněné a pusté. Nynější ves Grabštejn datuje svůj vznik teprve do doby kolem roku 1700. Za sedmileté války, když Prusové ustupovali z Čech po prohrané bitvě u Kolína, využili v červenci 1757 barokní sýpku v areálu hospodářského dvora jako lazaret pro své raněné vojáky, později okolí sýpky posloužilo jako hromadný hrob pro 700 raněných z habsburského vojska, jejichž lazaret se nacházel v hradě samotném. Zřejmě v roce 1764 vznikla v obci první škola, která po vzniku domovních čísel v roce 1770 obdržela čp. 15.
Revoluce roku 1848 přivodila zánik tzv. patrimoniální správy, kdy zanikla panství jednotlivých vrchností jako nejnižší správní jednotky a byla nahrazena okresy, reprezentujícími jak státní správu, tak samosprávu. Od roku 1850 připadal Grabštejn pod politický okres Liberec a soudní okres Chrastava. V letech 1850–1880 byl Grabštejn místní částí obce Oldřichov, v dalších letech fungoval jako samostatná obec. Protože stará škola v obci již nevyhovovala zdravotním ani bezpečnostním limitům, byla opravena a ponechána jako obydlí úředních kočí a namísto ní postavena v letech 1899–1900 na náklad majitele bývalého panství, hraběte Františka Clam-Gallase, nová budova, čp. 32, dodnes stojící. Ve škole se však učilo jen do školního roku 1927/28, pak byla uzavřena. Následkem pozemkové reformy byl v letech 1921–1927 postupně zkonfiskován celý tzv. velkostatek Grabštejn, zbytek původního grabštejnského panství. Hraběnce Marii Podstatzké-Liechtenstein, rozené Clam-Gallas, zbyl v katastru obce jen vlastní hrad a s ním budovy v podhradí se zámkem a okolním parkem, tedy areál dnešní vojenské výcvikové základny psovodů. Její neprovdané sestře Klotyldě, paní na Frýdlantě, zůstal ještě malý pivovar se sousedním hostincem na břehu dnešního Grabštejnského rybníka, německy poeticky nazývaném Gondelteich, doslova gondolový rybník, po kterém opravdu jezdily veřejné lodičky, a který tvořil spolu s hradem a hostincem oblíbený výletní cíl pro turisty z obou stran hranice. Konec druhé světové války a následný násilný odsun německého obyvatelstva způsobil v životě obce dodnes nezahojený šrám.

## Obyvatelstvo
| Rok            | 1869 | 1880 | 1890 | 1900 | 1910 | 1921 | 1930 | 1950 | 1961 | 1970 | 1980 | 1991 | 2001 | 2011 | 2021 |
| -------------- | ---- | ---- | ---- | ---- | ---- | ---- | ---- | ---- | ---- | ---- | ---- | ---- | ---- | ---- | ---- |
| Počet obyvatel | 199  | 212  | 235  | 209  | 229  | 187  | 186  | 135  | 142  | 126  | 141  | 131  | 127  | 101  | 107  |
| Počet domů     | 27   | 30   | 31   | 30   | 33   | 33   | 33   | 36   | 36   | 19   | 19   | 21   | 23   | 22   | 22   |

## Pamětihodnosti
- Hrad a zámek Grabštejn
- Zemědělský dvůr se souborem staveb a pozemků bažantnice a zásobní zahrady
- Pozdně barokní kaplička Čtrnácti svatých pomocníků
- Cihlová budova bývalé školy při silnici směrem na Žitavu a Hrádek n. N.[14]

## Osobnosti

### Rodáci
- Franz Bernert (1811–1890), titulární biskup z Azotu, apoštolský vikář biskupství Míšeň-Drážďany, apoštolský prefekt v Horní Lužici a zpovědník krále Alberta
- Christiana Clam-Gallas (1886–1947), hraběnka, dcera Františka Clam-Gallase, provdaná hraběnka Arco-Zinneberg

### Osobnosti spjaté s obcí
- Jiří Mehl ze Střelic (1514–1589), císařský dvorní rada, místokancléř české dvorské kanceláře, majitel grabštejnského panství, vzdělanec a mecenáš umění
- Jan Sedlák (* 1963), kastelán hradu Grabštejn v letech 1992–2013, za jeho působení se hrad pozdvihl z ruiny na evropsky uznávaný příklad citlivě rekonstruované památky